# Catherine Bell
Catherine Lisa Bell (London, Anglia, 1968. augusztus 14. –) amerikai színésznő.

## Gyermekkora és családja
Peter Bell skót építész és Mina Ezzati iráni származású ápolónő gyermekeként született Londonban. Miután a szülei elváltak, édesanyjával Los Angelesbe költöztek, amikor Catherine hároméves volt.

## Pályafutása
Pályáját modellként kezdte. 1991-ben tűnt fel először a képernyőn, a True Colors című televíziós sorozatban. Az 1994-es Dzsungelháború című filmben együtt játszott Dolph Lundgrennel, aki akkor már ismert színész volt. Egy-egy epizód erejéig feltűnt a Jóbarátok és a Herkules című sorozatokban, majd 1996-ban jött az ismertséget meghozó JAG – Becsületbeli ügyek című sorozat, amelyben megkapta Sarah MacKenzie őrnagy (később alezredes) szerepét Harmon Rabb parancsnok (David James Elliott) mellett. A két főszereplő kilenc évadon át erősítette az amerikai Katonai Főügyészség sorait.
Ezt követően több kisebb-nagyobb szerep után 2008-ban A bűbájos című tévéfilmben elvállalta Cassandra Nightingale, a jó boszorkány szerepét. 2009 és 2014 között további hat film készült az eredeti műből. 2015-ben egy tévésorozatot indítottak Parányi varázslat címmel, amely 2021-ig futott. A másik, hosszabb lélegzetű sorozatbeli főszerepét a Katonafeleségek  című drámasorozatban kapta. 2007 és 2013 között száztizenhét részen át személyesítette meg Denise Sherwoodot.

## Magánélete
Folyékonyan beszél angol és fárszi nyelven. Nagy rajongója a kick-box-nak, szeret motorozni, síelni és hódeszkázni. Repülőgépet vezetni is megtanult. 
1993-ban házasodtak össze Adam Beasonnal. Két gyermekük született, Gemma és Ronan. A pár 2011-ben vált el.

## Filmográfia

### Film
| Év   | Magyar cím         | Eredeti cím      | Szerep                     | Magyar hang    |
| ---- | ------------------ | ---------------- | -------------------------- | -------------- |
| 1994 | Dzsungelháború     | Men of War       | Grace Lashield             | Fazekas Zsuzsa |
| 1996 | Halálos merülés    | Crash Dive       | Lisa Stark korvettkapitány | Zakariás Éva   |
| 1998 | Nesztelen ragadozó | Black Thunder    | Lisa                       | Németh Kriszta |
| 2003 | A minden6ó         | Bruce Almighty   | Susan Ortega               | Incze Ildikó   |
| 2007 | Evan, a minden6ó   | Evan Almighty    | Susan Ortega               | Peller Anna    |
| 2016 |                    | The Bandit Hound | Joanne                     |                |
| 2016 | Az újrakezdés      | The Do-Over      | Dawn DiFazio               |                |

### Televízió
| Év        | Magyar cím                               | Eredeti cím                          | Szerep                         | Megjegyzések                                              |
| --------- | ---------------------------------------- | ------------------------------------ | ------------------------------ | --------------------------------------------------------- |
| 1991      |                                          | True Colors                          | Donna                          | 1 epizód                                                  |
| 1993      | Az örömanya                              | Mother of the Bride                  | Chastity                       | tévéfilm                                                  |
| 1994      |                                          | Dream On                             | Kay Meadows                    | 1 epizód                                                  |
| 1995      |                                          | Vanishing Son                        | Kelly / Rachel                 | 2 epizód                                                  |
| 1995      | Földönkívüli zsaru: Test és lélek        | Alien Nation: Body and Soul          | rendőrnő                       | tévéfilm                                                  |
| 1995      | Jóbarátok                                | Friends                              | Robin                          | 1 epizód                                                  |
| 1995      |                                          | The Naked Truth                      | Dylan ágyasa                   | 1 epizód                                                  |
| 1996–2005 | JAG – Becsületbeli ügyek                 | JAG                                  | Sarah MacKenzie                | - főszereplő - magyar hangja:[forrás?] - Tóth Auguszta    |
| 1996      |                                          | Hot Line                             | Cat                            | 1 epizód                                                  |
| 1997      | Herkules                                 | Herkules                             | Cynea                          | 1 epizód                                                  |
| 1998      | Taxival Kanadába                         | Cab to Canada                        | Sandy                          | tévéfilm                                                  |
| 1998–1999 |                                          | Penn & Teller's Sin City Spectacular | önmaga                         | 2 epizód                                                  |
| 1999      | Veszélylesők                             | Thrill Seekers                       | Elizabeth Wintern              | - tévéfilm - magyar hangja: - Madarász Éva                |
| 2003      | Kísért a múlt                            | Waking the Dead                      | Sam James                      | 1 epizód                                                  |
| 2005      | A Bermuda-háromszög rejtélye             | The Triangle                         | Emily Patterson                | - minisorozat (3 epizód) - magyar hangja: - Tóth Auguszta |
| 2005      |                                          | Sci Fi Inside: ’The Triangle’        | Emily Patterson                | tévéfilm                                                  |
| 2006      |                                          | Company Town                         | Maggie Shaunessy               | leadatlan próbaepizód                                     |
| 2006      | A küszöb                                 | Threshold                            | Dr. Daphne Larson              | 1 epizód                                                  |
| 2006      | Esküdt ellenségek: Különleges ügyosztály | Law & Order: Special Victims Unit    | Naomi Cheales                  | 1 epizód                                                  |
| 2007      | Rémisztő suttogás                        | Still Small Voices                   | Michael Summer                 | - tévéfilm - magyar hangja: - Kerekes Andrea              |
| 2007–2013 | Katonafeleségek                          | Army Wives                           | Denise Sherwood                | - főszereplő - magyar hangja:[forrás?] - Tóth Auguszta    |
| 2008      | A bűbájos                                | The Good Witch                       | Cassandra "Cassie" Nightingale | - tévéfilm - magyar hangja: - Kisfalvi Krisztina          |
| 2009      | Parányi varázslat                        | The Good Witch's Garden              | Cassandra "Cassie" Nightingale | tévéfilm                                                  |
| 2010      | Parányi varázslat: Az esküvő             | The Good Witch's Gift                | Cassandra "Cassie" Nightingale | tévéfilm                                                  |
| 2011      | Parányi varázslat: A család              | The Good Witch's Family              | Cassandra "Cassie" Nightingale | tévéfilm                                                  |
| 2011      |                                          | Good Morning, Killer                 | Ana Grey                       | tévéfilm                                                  |
| 2011      | A tengerészgyalogosnő                    | Last Man Standing                    | Abby Collins                   | - tévéfilm - magyar hangja: - Tóth Auguszta               |
| 2012      |                                          | The Good Witch's Charm               | Cassandra "Cassie" Nightingale | tévéfilm                                                  |
| 2013      |                                          | King & Maxwell                       | Joan Dillinger                 | 2 epizód                                                  |
| 2013      |                                          | The Good Witch's Destiny             | Cassandra "Cassie" Nightingale | tévéfilm                                                  |
| 2014      |                                          | The Good Witch's Wonder              | Cassandra "Cassie" Nightingale | tévéfilm                                                  |
| 2015–2021 | Parányi varázslat                        | Good Witch                           | Cassandra "Cassie" Nightingale | főszereplő                                                |
| 2017      |                                          | Home for Christmas Day               | Jane McKendrick                | tévéfilm                                                  |
| 2017      |                                          | High-Rise Rescue                     | Beth Davis                     | tévéfilm                                                  |
| 2017      |                                          | Christmas in the Air                 | Lydia Evans                    | tévéfilm                                                  |
| 2018      |                                          | A Summer to Remember                 | Jessica Tucker                 | tévéfilm                                                  |
| 2019–2020 | NCIS: Los Angeles                        | NCIS: Los Angeles                    | Sarah MacKenzie                | 3 epizód                                                  |